# 林德斯特勒姆峰
林德斯特勒姆峰（英語：Lindstrøm Peak），是南極洲的山峰，位於阿蒙森海岸，處於克里斯滕森山西北面4公里的尼爾森高原西部，屬於毛德王后山脈的一部分，海拔高度2,640米，現時由南極條約體系管理。